# Катаев, Михаил Максимович
Михаил Максимович Катаев (1903—1944) — старшина Рабоче-крестьянской Красной Армии, участник Великой Отечественной войны, Герой Советского Союза (1944).

## Биография
Михаил Катаев родился 20 ноября (по новому стилю — 3 декабря) 1903 года в селе Осьмерыжск (ныне — Теренкольский район Павлодарской области Казахстана). Русский  Получил начальное образование. В 1925—1927 годах Катаев проходил службу в Рабоче-крестьянской Красной Армии. Демобилизовавшись, вернулся на родину, заведовал избой-читальней, затем был бухгалтером в Павлодарском городском здравотделе, председателем сельсовета в Осьмерыжске. В сентябре 1941 года Катаев был призван на службу в Рабоче-крестьянскую Красную Армию и направлен на фронт Великой Отечественной войны. К сентябрю 1943 года гвардии старшина Михаил Катаев был наводчиком противотанкового ружья 7-го гвардейского истребительно-противотанкового дивизиона 7-го гвардейского кавалерийского корпуса 61-й армии Центрального фронта. Отличился во время битвы за Днепр.
В ночь с 26 на 27 сентября 1943 года Катаев в составе своего расчёта переправился через Днепр в районе деревни Нивки Брагинского района Гомельской области Белорусской ССР и принял участие в боях на плацдарме на его западном берегу. Во время боя Катаев забросал гранатами немецкие траншеи, благодаря чему через реку смогли переправиться остальные части корпуса.
Указом Президиума Верховного Совета СССР «О присвоении звания Героя Советского Союза генералам, офицерскому, сержантскому и рядовому составу Красной Армии» от 15 января 1944 года за «образцовое выполнение боевых заданий командования на фронте борьбы с немецкими захватчиками и проявленными при этом отвагу и геройство» гвардии старшина Михаил Катаев был удостоен высокого звания Героя Советского Союза. Орден Ленина и медаль «Золотая Звезда». Награду получить не успел, так как 26 января 1944 года погиб в бою в Гомельской области. 
Похоронен на Кургане Славы в городе Мозырь.

## Награды и звания
- Герой Советского Союза
- Орден Ленина
- Медаль "Золотая Звезда"
- Орден Красной Звезды[2]

## Память
- В честь Катаева названы улицы в Мозыре и Павлодаре, назван Дом пионеров и школьников в Павлодаре[2].
- 28 июня 2024 года в Мозыре открыт памятник-бюст в честь М. М. Катаева[4].
- Имя Героя присвоено средней школе № 8 г. Мозыря[5][6].